# Lymantria brunneiplaga
Lymantria brunneiplaga este o specie de molii din genul Lymantria, familia Lymantriidae, descrisă de Swinhoe 1903 Conform Catalogue of Life specia Lymantria brunneiplaga nu are subspecii cunoscute.

## Galerie

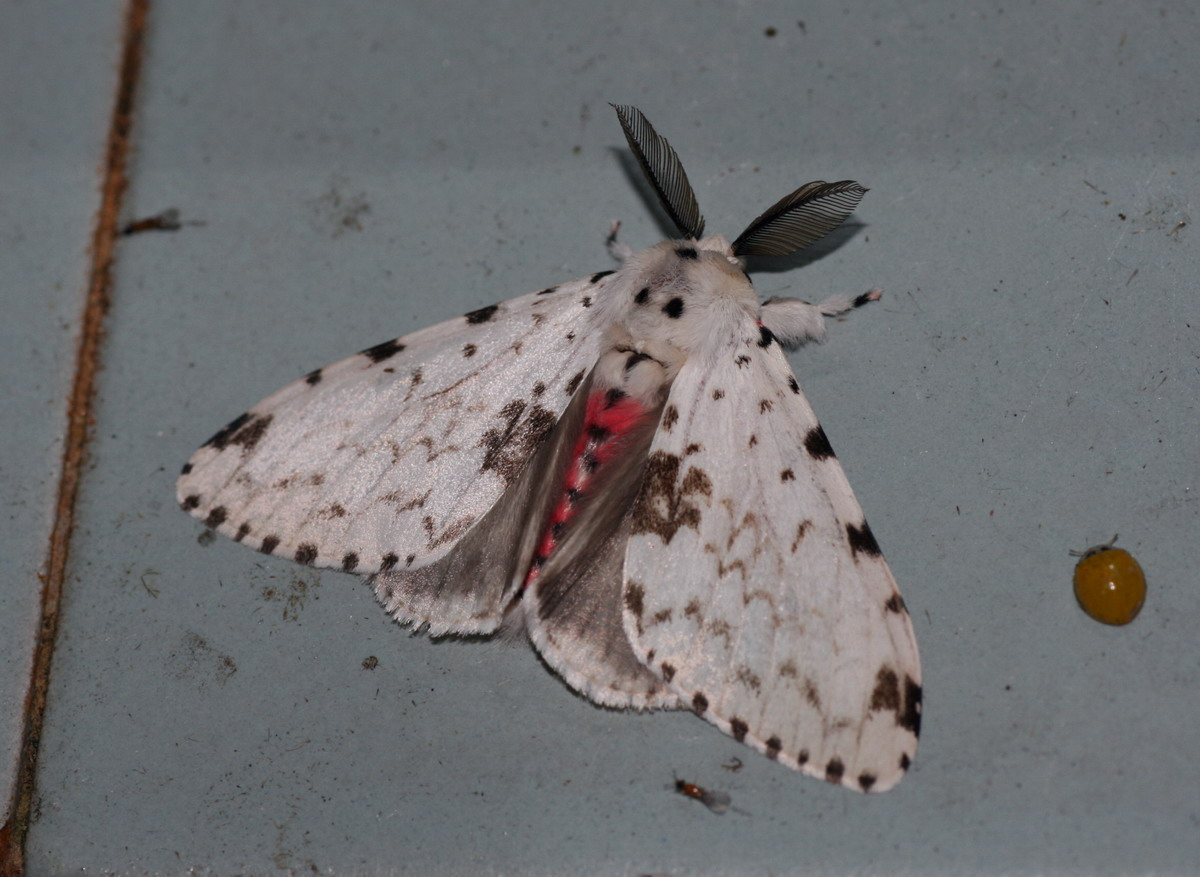